# Dallara
Dallara Automobili è un'azienda italiana costruttrice di automobili da competizione, fondata nel 1972 a Varano de' Melegari, in provincia di Parma, dall'ingegner Giampaolo Dallara.
Le competenze distintive della Dallara sono tre: la progettazione e produzione, utilizzando materiali compositi in fibra di carbonio, l'aerodinamica (galleria del vento e CFD) e la dinamica del veicolo (simulazioni e testing).
La Dallara è oggi presente in tutti i campionati F3, è il fornitore unico di vetture ai campionati IndyCar, Indy Lights, F2, F3, World Series by Renault, Super Formula e Formula E, realizza vetture per campionati addestrativi (Formulini) e partecipa alla categoria Grand-Am.
In Formula 1 ha gareggiato dalla stagione 1988 a quella del 1992, quale fornitrice dei telai della Scuderia Italia. Piloti che hanno gareggiato in Formula 1 con quest'auto sono, tra gli altri, Andrea De Cesaris, Pierluigi Martini, Emanuele Pirro, Gianni Morbidelli, Alex Caffi e JJ Lehto. Nel 2010 ha fornito il telaio alla HRT, mentre dal 2016 fornisce il telaio alla Haas.
Negli ultimi anni l'attività ingegneristica si è ampliata notevolmente (oggi rappresenta il 40% del fatturato totale), sia per quanto riguarda le vetture da competizione, che per le vetture stradali ad alte prestazioni.
Il continuo investimento della Dallara nelle tecnologie d'avanguardia ha raggiunto la massima espressione nella costruzione del primo simulatore di guida professionale di tipo F1 (ce ne sono 3 in tutto il mondo) disponibile in commercio.
Nel 2012 l'azienda ha aperto un centro d'ingegneria ad Indianapolis, dove produce ed assembla le IndyCar del futuro; nello stesso edificio è presente un centro di intrattenimento, dove si può imparare come nasce una vettura da competizione.
Nel 2018 è stata inaugurata nelle vicinanze dell'azienda la Dallara Academy, struttura polifunzionale per l'esposizione delle vetture progettate e realizzate dall'azienda e con laboratori didattici per lo studio dell'aerodinamica.

## Monoposto

### Formula 3

La monoposto Dallara 386 per la F3 italiana (1986)

Nel 1978 fu prodotta la prima Dallara di Formula 3, la sua primissima auto F3 è stata costruita per Walter Wolf Racing nel 1978, successivamente rinominata "Emiliani 380" (a causa dello sponsor principale) venne poi comprata da Ferdinando Ravarotto e grazie al pilota Guido Pardini il prototipo vide trionfare il Campionato Italiano 1980 di F3. 
Ora la 380 fa parte della collezione privata di un pilota.
Considerando tutti i campionati del globo, Dallara detiene almeno il 90% del mercato e spessissimo è monopolista di fatto dei principali campionati europei. I tentativi, nel corso degli anni, di costruttori come Lola, Dome, SLC, Mygale di sottrarre quote di mercato all'azienda parmense sono stati generalmente fallimentari e hanno prodotto una clientela di nicchia.

### IndyCar
Alla fine degli anni novanta, Dallara ha progettato la sua prima vettura per la Indy Racing League, secondo il ristretto regolamento della serie, ottenendo immediatamente riscontri positivi e numerosi successi. Negli anni ha vinto una quantità crescente di gare, arrivando ad aggiudicarsi quasi tutti i campionati disputati (gli ultimi in regime di quasi-monomarca di fatto, causa la minor competitività del concorrente Panoz).
Nel 2004, la Dallara ha fornito i telai per le monoposto (equipaggiate con motore Chevrolet) del team Pennzoil. Nello stesso anno, la squadra XM Radio (che aveva in dotazione motori Honda e aveva come pilota Bryan Herta) è stata fornita degli stessi telai.
Con la fusione tra IndyCar e Champ Car, avvenuta improvvisamente alla fine di febbraio 2008, Dallara si ritrova una mole di lavoro imprevisto, dovendo produrre e fornire alle nuove squadre almeno sedici nuovi telai.
Nel 2013, sul circuito di Barber, dopo 16 anni nel campionato Indy, la Dallara raggiunge la vittoria numero 200 nel campionato IndyCar Series.

### GP2

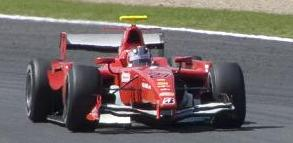
Vettura Dallara nel GP2

Per il triennio 2005-2007, con due rinnovi per i successivi trienni 2008-2010 e 2011-2013, la Dallara si è aggiudicata la fornitura delle monoposto per il monomarca ad alto livello GP2. Dopo un iniziale periodo in cui le vetture hanno dimostrato inevitabili problemi di gioventù, il prodotto ha ricevuto un altissimo gradimento dai team (oltre che dai promoter del campionato, dalla FIA e dal partner motoristico Renault) per la grande affidabilità e competitività dell'auto. Fin dall'inizio ha riscosso il parere favorevole del pubblico che si è appassionato alle gare, nelle quali la semplicità quasi spartana della monoposto e la grande potenza pretendono l'abilità del pilota per avere buone prestazioni, generando uno spettacolo sempre avvincente.

### Super Formula
Nel 2014 la Dallara inizia a fornire le monoposto per il campionato giapponese Super Formula, dal 2014 al 2018 ha utilizzato il modello Dallara SF14. Nel 2019 viene sostituito dalla nuova Dallara SF19 che ancora oggi è in uso nel campionato.

### World Series by Renault
Negli stessi trienni, Renault (stavolta in prima persona) ha affidato a Dallara la progettazione e realizzazione dei telai per il proprio monomarca, concorrente di GP2, World Series by Renault, il cui obiettivo è consentire ai piloti di guidare un'auto da centinaia di cavalli a un prezzo "abbordabile" (si dice 800 000 euro per il 2008, ma Dallara stima un venti per cento in meno).

### Monomarca ADAC Volkswagen

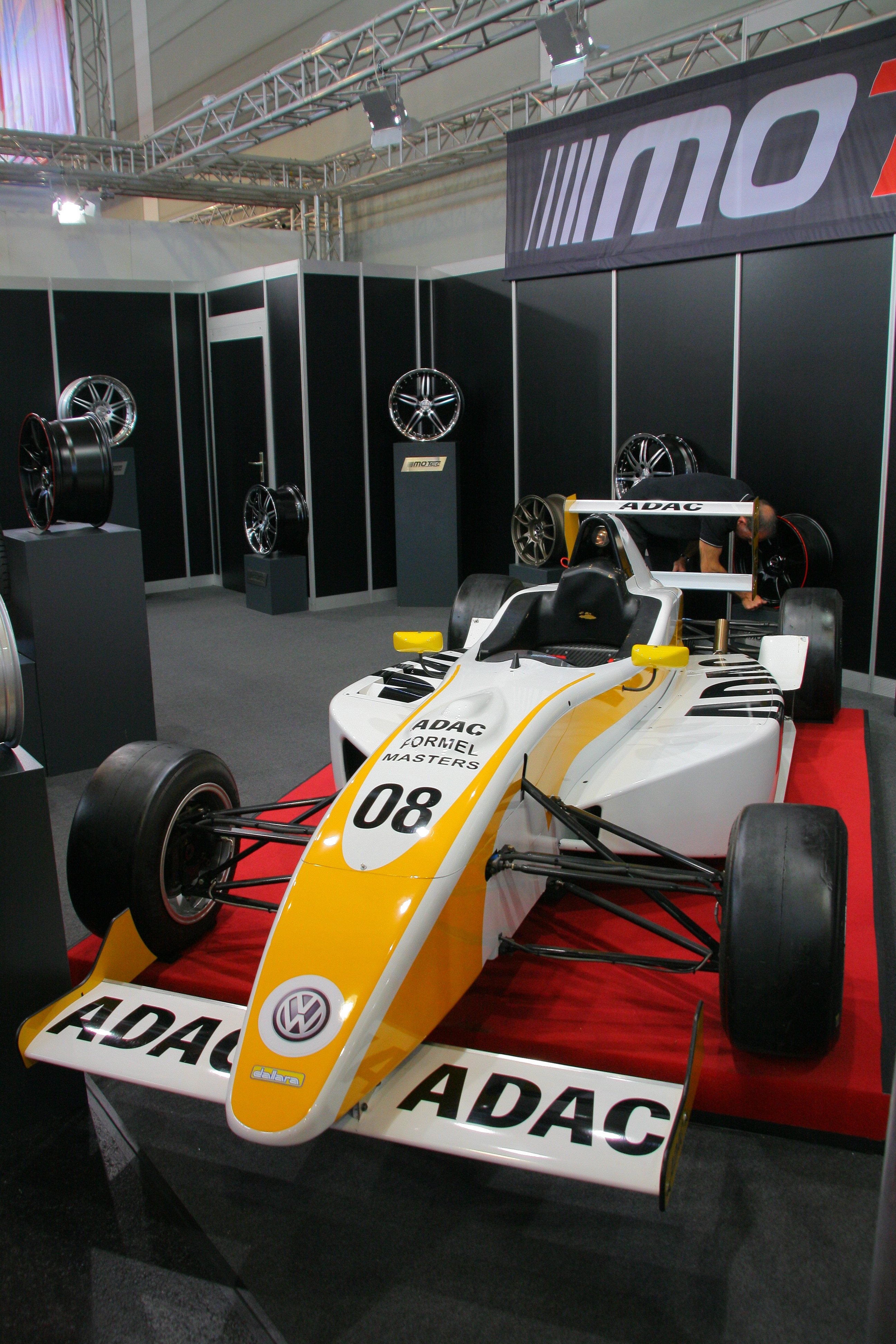
La vettura per la stagione 2008, presentata al "Tuning World Bodensee" di Friedrichshafen in Germania

Nel 2008 la nuova formula tedesca ADAC Volkswagen, per giovani kartisti che vogliono passare alle formule, è un monomarca Dallara. Equipaggiata del motore Volkswagen 1600 FSi che sviluppa 145 CV, la vettura utilizzata è versione Plus di quella che Dallara denomina commercialmente "Formulino". Esso è un progetto modulare nato con l'idea di realizzare una vettura robusta, duratura, estremamente sicura ed economica, in grado di chiudere il vuoto tra il go-kart e la Formula 3.
Il progetto "Formulino" si sviluppa su 3 livelli (Base, Plus e Pro), con prestazioni crescenti (la Base è priva di ali, la Pro è veloce quasi quanto una Formula 3) ed è conforme alle specifiche FIA F3 per i crash test, perciò la vettura è sicura quanto una Formula 3 e ne conserva lo schema generale delle sospensioni. La vettura è dotata di telaio in fibra di carbonio, cambio Hewland FTR ed può essere equipaggiata con motori con fino 260 cavalli e 280 N·m di coppia.

### GP3
La GP3 Series è una formula monomarca a cui Dallara fornisce tutte le vetture. La serie è stata creata a fine 2009 e la prima stagione ha avuto inizio nel 2010
L'obiettivo della nuova serie è di dare ai giovani piloti una possibilità di sviluppo delle loro capacità di guida e prepararli per il successivo passo: la GP2.
La GP3 è stata progettata per mantenere intatti i valori e la filosofia della GP2. Sin dalla sua nascita la GP2 ha infatti puntato su cinque valori cardine: performance, controllo dei costi, divertimento, sicurezza e preparazione. Questi valori rimangono i principi guida anche della GP3.
La GP3 fa uso di un motore Mecachrome, capace di erogare 400 CV e ha un cambio longitudinale sequenziale Hewland a 6 rapporti.
Le gomme sono fornite dalla Pirelli. La vettura attuale, che ha esordito nel 2016, è denominata GP3/16, e rappresenta la terza generazione di vetture della categoria.

### Formula 1
La Dallara ha partecipato al campionato mondiale di Formula 1 come costruttore per la Scuderia Italia dal 1988 al 1992, ottenendo come miglior risultato in gara due 3° posti al Gran Premio del Canada 1989 con Andrea De Cesaris e al Gran Premio di San Marino 1991 con JJ Lehto; negli stessi anni ottiene anche i suoi migliori piazzamenti in classifica costruttori, ottenendo l'ottavo posto.

La casa automobilistica italiana torna brevemente in Formula 1 nel 2010 collaborando con la HRT alla costruzione della Hispania F111; tale esperienza si conclude negativamente prima della fine del campionato, senza che la vettura abbia mai ottenuto punti nel corso della stagione. 

Dal 2016 Dallara ha avviato una collaborazione con la Ferrari e la Haas, fornendo i telai per le vetture del team statunitense.

#### Piloti nel mondiale di Formula 1
- Alex Caffi: 1988-1989 (32 GP)
- Andrea De Cesaris: 1989-1990 (32 GP)
- JJ Lehto: 1991-1992 (32 GP)
- Emanuele Pirro: 1990-1991 (30 GP)
- Pierluigi Martini: 1992 (16 GP)
- Gianni Morbidelli: 1990 (2 GP)

#### Risultati nel Campionato mondiale di Formula 1

##### Come costruttore
| Anno | Vettura  | Motore            | Gomme | Piloti |     |     |     |     |     |   |    |    |    |     |   |     |   |    |     |     | Punti | Pos. |
| ---- | -------- | ----------------- | ----- | ------ | --- | --- | --- | --- | --- | - | -- | -- | -- | --- | - | --- | - | -- | --- | --- | ----- | ---- |
| 1988 | 3087 188 | Ford-Cosworth DFZ | G     | Caffi  | NPQ | Rit | Rit | Rit | NPQ | 8 | 12 | 11 | 15 | Rit | 8 | Rit | 7 | 10 | Rit | Rit | 0     |      |

| Anno | Vettura | Motore   | Gomme | Piloti     |     |    |    |     |     |   |     |     |     |     |     |     |     |     |    |     | Punti | Pos. |
| ---- | ------- | -------- | ----- | ---------- | --- | -- | -- | --- | --- | - | --- | --- | --- | --- | --- | --- | --- | --- | -- | --- | ----- | ---- |
| 1989 | 189     | Ford DFR | P     | Caffi      | NPQ | 7  | 4  | 13  | Rit | 6 | Rit | NPQ | Rit | 7   | Rit | 11  | Rit | Rit | 9  | Rit | 8     | 8º   |
| 1989 | 189     | Ford DFR | P     | De Cesaris | 13  | 10 | 13 | Rit | 8   | 3 | NQ  | Rit | 7   | Rit | 11  | Rit | Rit | 7   | 10 | Rit | 8     | 8º   |

| Anno | Vettura | Motore   | Gomme | Piloti     |     |     |     |     |     |     |     |     |     |     |     |     |     |     |     |     | Punti | Pos. |
| ---- | ------- | -------- | ----- | ---------- | --- | --- | --- | --- | --- | --- | --- | --- | --- | --- | --- | --- | --- | --- | --- | --- | ----- | ---- |
| 1990 | 190     | Ford DFR | P     | Morbidelli | NQ  | 14  |     |     |     |     |     |     |     |     |     |     |     |     |     |     | 0     | -    |
| 1990 | 190     | Ford DFR | P     | Pirro      |     |     | Rit | Rit | Rit | Rit | Rit | 11  | Rit | 10  | Rit | Rit | 15  | Rit | Rit | Rit | 0     | -    |
| 1990 | 190     | Ford DFR | P     | De Cesaris | Rit | Rit | Rit | Rit | Rit | 13  | SQ  | Rit | NQ  | Rit | Rit | 10  | Rit | Rit | Rit | Rit | 0     | -    |

| Anno | Vettura | Motore  | Gomme | Piloti |     |     |     |    |     |     |     |    |     |     |     |     |     |    |     |    | Punti | Pos. |
| ---- | ------- | ------- | ----- | ------ | --- | --- | --- | -- | --- | --- | --- | -- | --- | --- | --- | --- | --- | -- | --- | -- | ----- | ---- |
| 1991 | 191     | Judd GV | P     | Pirro  | Rit | 11  | NPQ | 6  | 9   | NPQ | NQ  | 10 | 10  | Rit | 8   | 10  | Rit | 15 | Rit | 7  | 5     | 8º   |
| 1991 | 191     | Judd GV | P     | Lehto  | Rit | Rit | 3   | 11 | Rit | Rit | Rit | 13 | Rit | Rit | Rit | Rit | Rit | 8  | Rit | 12 | 5     | 8º   |

| Anno | Vettura | Motore      | Gomme | Piloti  |     |     |     |     |    |     |   |    |    |    |     |     |    |     |    |     | Punti | Pos. |
| ---- | ------- | ----------- | ----- | ------- | --- | --- | --- | --- | -- | --- | - | -- | -- | -- | --- | --- | -- | --- | -- | --- | ----- | ---- |
| 1992 | 192     | Ferrari 037 | G     | Lehto   | Rit | 8   | 8   | Rit | 11 | 9   | 9 | 9  | 13 | 10 | NQ  | 7   | 11 | Rit | 9  | Rit | 2     | 10º  |
| 1992 | 192     | Ferrari 037 | G     | Martini | Rit | Rit | Rit | 6   | 6  | Rit | 8 | 10 | 15 | 11 | Rit | Rit | 8  | Rit | 10 | Rit | 2     | 10º  |

##### Come fornitore di telai

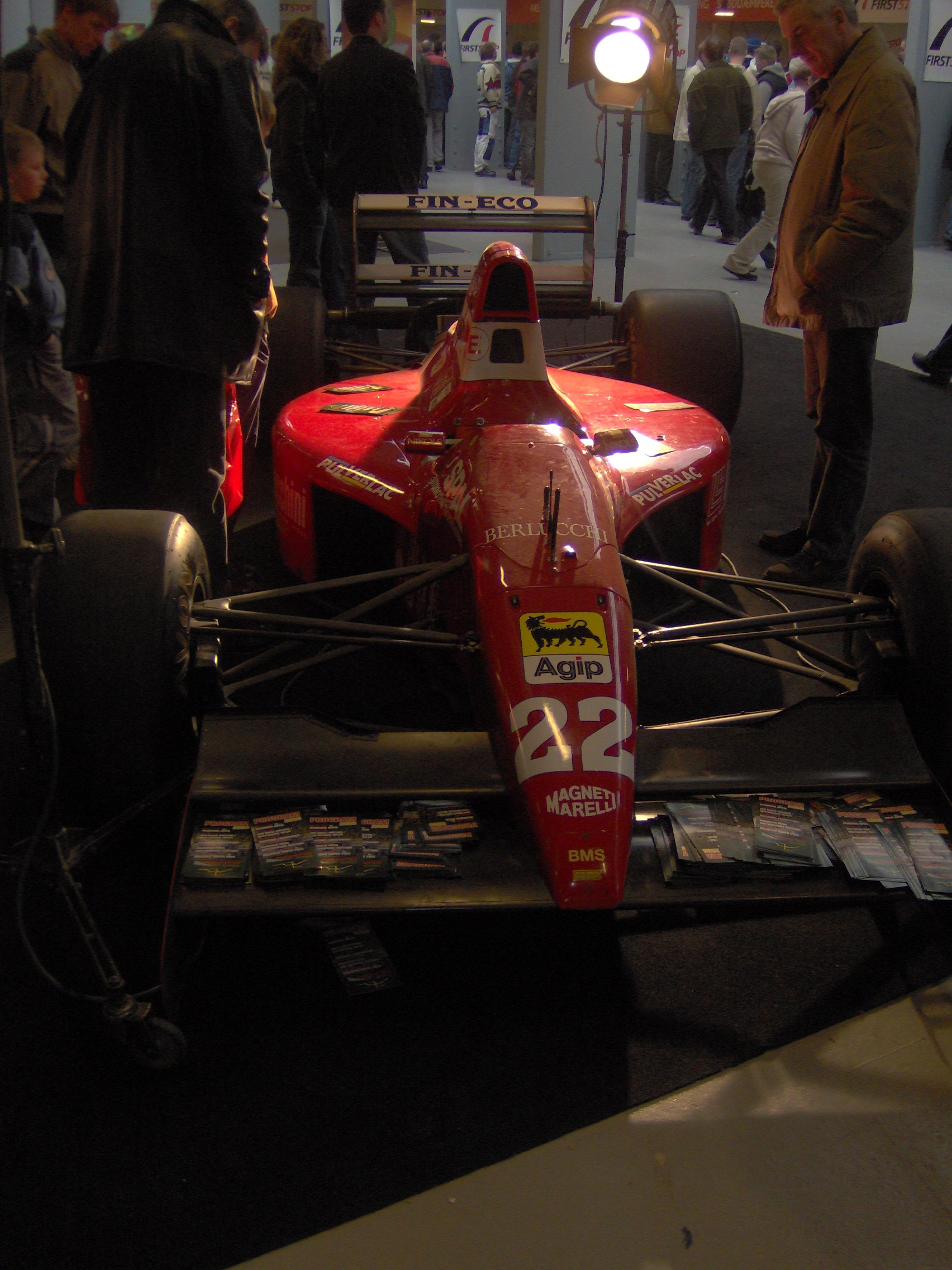
La Dallara di Formula 1 del 1991

| Costruttore | Stagioni     | Vittorie | Pole Position | Giri veloci | Disputati |
| ----------- | ------------ | -------- | ------------- | ----------- | --------- |
| HRT         | 2010         | 0        | 0             | 0           | 19        |
| Haas        | 2016-attuale | 0        | 1             | 2           | 101       |

#### Progetti abortiti
Nel 1999 la Dallara realizzò, per conto della Honda, 6 telai della vettura laboratorio che i giapponesi usarono per valutare il loro rientro in Formula 1. Tale vettura, denominata Honda RA099, fu progettata e sviluppata a partire dal 1998 da Harvey Postlethwaite, che in passato aveva già lavorato per Ferrari e Tyrrell, e fu sottoposta a lunghe sessioni di test sia a Suzuka che a Jerez dal pilota olandese Jos Verstappen, che ottenne tempi da metà schieramento, nonostante questo progetto contasse su risorse inferiori a quelle dei team impegnati nel campionato di F1. L'improvvisa morte di Harvey Postlethwaite a causa di un infarto proprio durante una sessione di test a Jerez pose fine al progetto e la Honda RA099 fu messa in un museo, mentre la Honda decise di sostenere il team BAR coi propri motori. Dei 6 telai costruiti, solo 4 furono effettivamente impiegati in pista.
Verso la metà del 2004 si prospetta una collaborazione tra la Midland, società di Alex Shnaider, e la Dallara per la progettazione e la costruzione di una vettura di Formula Uno per il Campionato 2006. Il nome interno del progetto è F106. Per far fronte a questo nuovo lavoro alcuni tecnici con precedenti esperienze in Formula Uno raggiungono la Dallara; tra questi figurano Gary Anderson (Chief Designer), Claudio Gianini (progettazione strutturale), Ian Thomson (materiali compositi) e Dan Fallows (aerodinamica). Tuttavia a pochi mesi dall'inizio del progetto Shnaider decide di acquistare il team Jordan, riducendo la partnership con Dallara alla sola consulenza per lo sviluppo di alcuni dettagli della monoposto.

## Vetture sport e prototipi

### Can Am
Nel 1977, finanziato da Walter Wolf, fondatore della Walter Wolf Racing, partendo dalla base di una Talon di Formula 5000 realizzò la Wolf-Dallara WD1, con la quale disputò alcune gare Gilles Villeneuve.

### Gruppo 5
Le vetture Lancia Beta Montecarlo Turbo furono la prima collaborazione tra il costruttore e la casa Torinese. Con queste la Lancia si aggiudicò due mondiali marche all'inizio degli anni ottanta.

### Gruppo 6
Seguì la Lancia LC1, vettura sport classe 2000, dotata sempre del motore della Montecarlo turbo di 1.4 litri, con la quale, la Lancia in attesa del Gruppo C, partecipò al mondiale, cercando di aggiudicarsi almeno il mondiale piloti.

### Gruppo C, IMSA e LMP

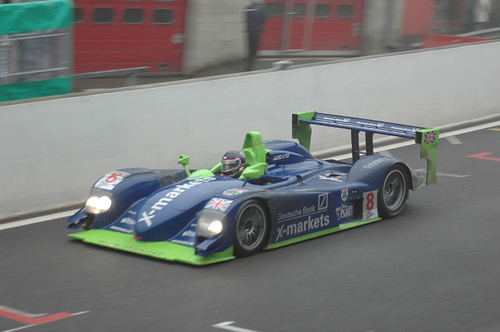
Dallara LMP alla 1000 km di Spa del 2005

Anche il telaio della Lancia LC2 per il gruppo C (1983-86) e il telaio e l'aerodinamica della Ferrari 333 SP e lo studio aerodinamico della Toyota GT-One, furono opera di Dallara.
Dallara ha progettato per il 2001 un prototipo senza tetto per il programma Oreca-Chrysler, poi vincitore della 24 ore di Daytona nel 2002 con l'equipaggio Baldi-Lienhard-Papis-Theys.
La maggior parte dei plurivittoriosi sport-prototipi che Audi ha schierato nelle gare endurance, quali R8, R10 e R15, dispongono di telai monoscocca in fibra di carbonio realizzati dalla Dallara.
Dal 2017 produce la Dallara P217, omologata per la classe LMP2.
La Cadillac DPi-V.R, prototipo di categoria DPi è basato sul telaio della Dallara P217.

### Gran Turismo
Nel 2003 e 2004 Maserati ha affidato la progettazione della MC12, la GT con cui rientra nelle corse dopo un lunghissimo periodo, alla Dallara. Il risultato è una vettura prettamente racing, che è poi stata adattata in versione stradale per produrne il numero di esemplari necessari all'omologazione. L'auto si è poi rivelata estremamente competitiva, tanto da vincere alla seconda gara, molti dei successivi titoli FIA-GT e classiche come la 24 ore di Spa.

### Rally
Alla Dallara, la Fiat Auto affidò la costruzione dei telai della Lancia Rally 037 nel 1982.

### Grand-Am

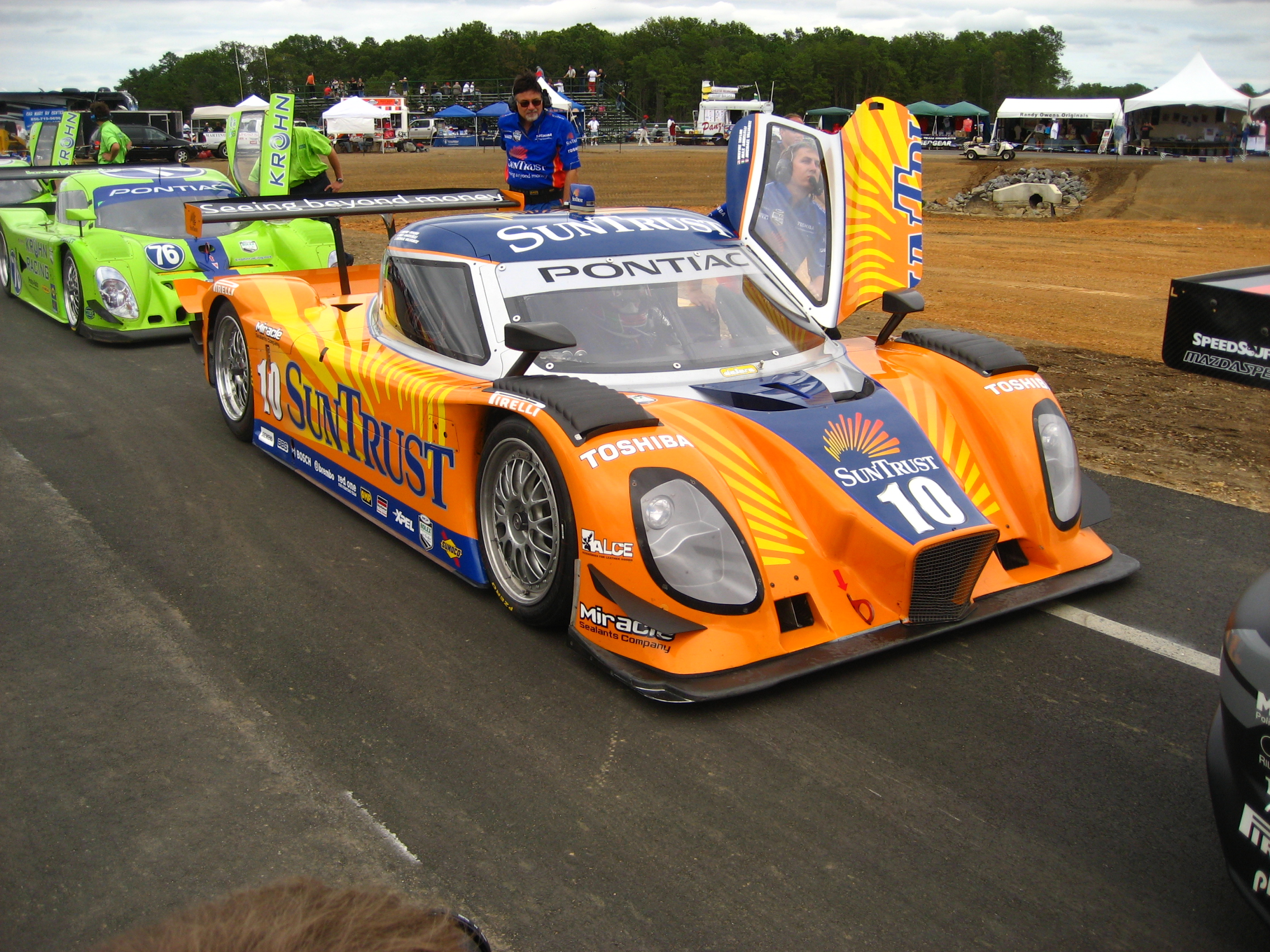
Una Dallara Pontiac del team SunTrust Racing nella livrea 2008

Per il 2008 Dallara ha acquistato la licenza della Doran per partecipare alla Grand-Am con un proprio Daytona Prototype. Visto il regolamento estremamente restrittivo, non è ancora nota la competitività del prototipo, la cui consegna ai team americani deve essere ancora effettuata. Il debutto in gara è previsto a Miami per il 29 marzo 2008. Al proposito, Gian Paolo Dallara ha detto: "Stavamo per dimenticare il senso della competizione, la necessità di reinventarsi tutti i giorni, di inseguire i piccoli miglioramenti. Nella Grand-Am ci confronteremo in ogni secondo con altri costruttori già esperti della serie, avremo senz'altro dei momenti in cui penseremo di aver fatto una scelta sbagliata perché vivremo preoccupazioni e probabilmente sconfitte, ma ritengo che per noi sia strategico soffrire per vincere e crescere come azienda".

#### La prima vittoria
La tenacia della Dallara è stata premiata sabato 23 agosto 2008 dalla vittoria conseguita da Max Angelelli e Michael Valiante al volante della vettura messa in pista dalla SunTrust Racing per la 12ª gara del campionato Grand Am Rolex Series, la "Armed Forces 250", disputatasi sull'Infineon Raceway di Sonoma, in California, un circuito di 4,05 km con 12 curve adagiato sul fianco di una collina nella valle dei vini Californiani.
Dopo essere partito dalla pole position, Valiante ha imposto il suo ritmo e ha ceduto la vettura ad Angelelli che, con l'assenso del team SunTrust, al 39º giro passa ad una strategia più aggressiva, che gli permette di riprendere la testa al 45º giro ai danni Brad Frisselle (AIM Autosport nº61) ed aumentare il vantaggio sugli inseguitori. Tale vantaggio, arrivato a 38 secondi subito prima dell'ultimo cambio gomme e rifornimento di carburante, si rivelerà poi determinante per difendersi dagli attacchi di Alex Gurney (Gainsco Pontiac nº99 - detentore del titolo). Sotto la bandiera a scacchi il distacco si era ridotto a soli 3.646 secondi, dopo aver condotto ben 80 dei 102 giri.

## X-Bow e la collaborazione con la KTM
La Dallara ha collaborato con la casa austriaca KTM, produttrice di motociclette, per la realizzazione di una vettura sportiva prodotta in serie: la KTM X-Bow (leggasi "Crossbow"), presentata in anteprima al Salone dell'automobile di Ginevra nella primavera del 2007 e in versione definitiva al Motorshow di Bologna a dicembre dello stesso anno.

## Alfa Romeo 4C
La Dallara, ha inoltre collaborato con Alfa Romeo per la progettazione del telaio della "4C" lanciata nell'autunno 2013.

## Dallara Stradale

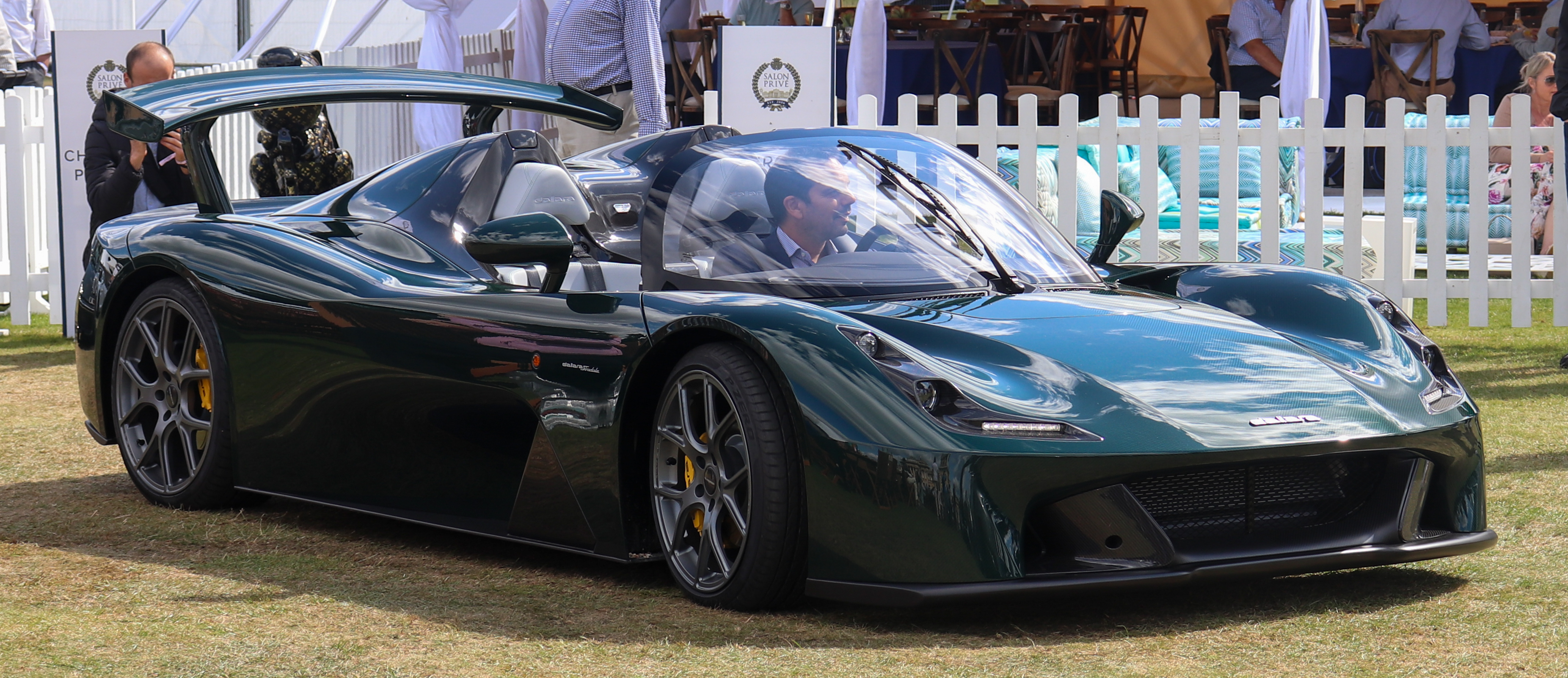
Una Dallara Stradale.

Nel novembre 2017 la Dallara ha presentato la Dallara Stradale, la prima vettura da strada e interamente Dallara.

## Simulatore

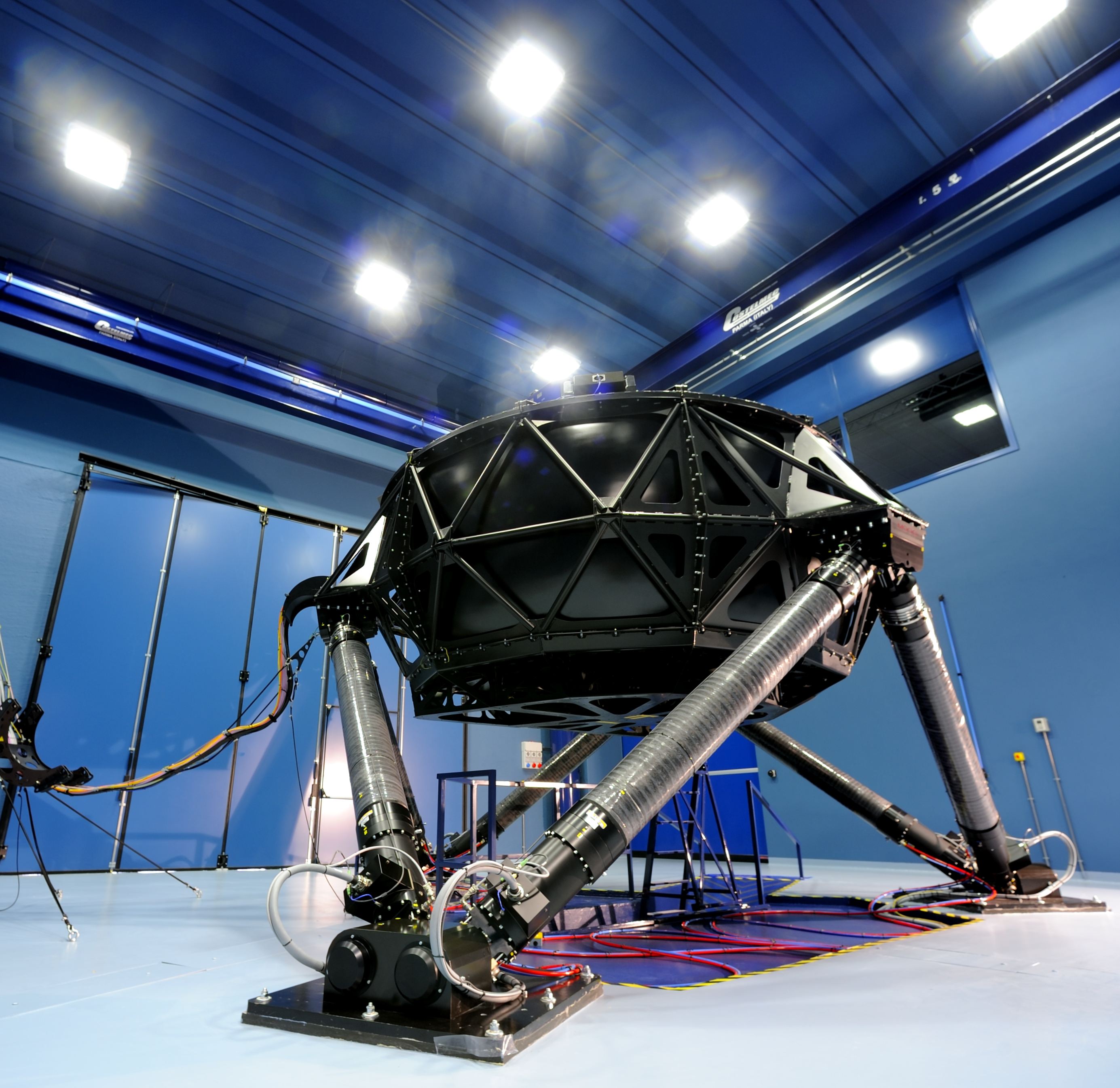
Dallara D3 simulator

Il simulatore offre ad ingegneri, squadre e piloti la possibilità di provare e sviluppare tutto il setup vettura e i sistemi di analisi dati, di ottimizzare la tecnica di guida e di apprendere nuove piste.
Consente ad un pilota di guidare esattamente la stessa monoscocca utilizzata in pista, con gli stessi comandi (pedali, freno, cruscotto) e lo stesso livello di sforzo volante e freno. Il casco è obbligatorio, così come i guanti, le scarpe e la tuta da gara.
L'avanzatissimo sistema di completa simulazione dei circuiti, ottenuto tramite scansioni laser ad alta fedeltà combinato ad un sofisticato modello multi-body, permette di replicare il comportamento dell'auto reale con una precisione senza precedenti. Il pilota ha la possibilità di imparare non solo la velocità con cui deve percorrere una curva, ma come la stessa curva è realmente; ruvidità del terreno, dossi e cordoli sono interamente modellati grazie alla tecnologia di elaborazione dei dati a scansione laser.
Sono disponibili tutte le vetture e le piste di tutte le categorie in cui è presente la Dallara, dalla Formula 3 alla IndyCar, da Monte Carlo a Indianapolis.
È possibile modificare qualsiasi parametro nella configurazione vettura per soddisfare le esigenze del pilota e testare le modifiche in un ambiente controllato. Il modello termico dello pneumatico consente la preparazione di assetti sia per la qualificazione che per la gara, considerando l'usura degli pneumatici, le caratteristiche della pista e le condizioni meteorologiche. Tutte le modifiche possono essere imposte immediatamente tramite la interfaccia utente sviluppata in Dallara. Questa è stata appositamente progettata per garantire facilità d'uso, sicurezza dei dati e velocità di esecuzione.
Il simulatore consente di analizzare gli stessi canali dati di una vettura reale, con una precisione ancora maggiore vista l'assenza del rumore nel segnale e di errori in fase di taratura strumento. La fedeltà del modello matematico è stato validato scrupolosamente da piloti professionisti di varie categorie. Inoltre è possibile accedere ad una serie di canali normalmente impossibili da avere su una macchina reale (per esempio le forze sugli pneumatici). Questo consente un'analisi più approfondita e scrupolosa del comportamento del veicolo.

## Emergenza COVID-19
Durante l'emergenza Covid-19 gli ingegneri del gruppo hanno lavorato per trasformare una semplice maschera da snorkeling in una maschera C-PAP a basso costo per aiutare i pazienti che non hanno bisogno di intubazione.